# Conde de Tovar
Conde de Tovar é um título nobiliárquico português criado por decreto real de D. Luís I com data de 10 de Abril de 1890.
Foi primeiro titular António Maria Tovar de Lemos, diplomata, embaixador e ministro plenipotenciário de Portugal, serviços nos quais desempenhou vários papeis de relevo, falecendo em Madrid a 11 de Novembro de 1917.
O seu filho Pedro Tovar de Lemos, nascido em Paris a 4 de Janeiro de 1888, e falecido no Estoril a 15 de Novembro de 1961, também usou e foi conhecido por este título.